# Nordische Junioren-Skiweltmeisterschaften 1997
Die 20. Nordischen Junioren-Skiweltmeisterschaften 1997 fanden vom 12. bis zum 16. Februar 1997 im kanadischen Canmore statt.

## Skilanglauf Junioren

### 10 km klassisch
| Platz | Sportler                | Land | Zeit (min) |
| ----- | ----------------------- | ---- | ---------- |
| 1     | Bruno Carrara           | ITA  | 26:26,9    |
| 2     | Nikolai Bolschakow      | RUS  | 27:00,4    |
| 3     | Biagio di Santo         | ITA  | 27:04,1    |
| 4     | Teimouraz Ouriatmkopeli | RUS  | 27:16,1    |
| 5     | Markus Bengts           | FIN  | 27:24,3    |
| 6     | Axel Teichmann          | GER  | 27:25,8    |
| 7     | Andrea Paluselli        | ITA  | 27:26,9    |
| 8     | Lukáš Bauer             | CZE  | 27:39,2    |
| 9     | Krister Trondsen        | NOR  | 27:39,7    |
| 10    | Timo Toppari            | FIN  | 27:44,2    |
| 11    | Ron Spanuth             | GER  | 27:45,7    |
| …     |                         |      |            |
| 13    | Marc Mayer              | AUT  | 27:50,8    |
| 24    | Thomas Gwerder          | SUI  | 28:20,7    |
| 25    | Johannes Eder           | AUT  | 28:26,8    |
| 28    | Tobias Angerer          | GER  | 28:41,9    |
| 33    | Christian Schocher      | SUI  | 28:55,3    |
| 35    | Sven Wenger             | SUI  | 29:01,6    |
| 39    | Uli Wagner              | GER  | 29:18,6    |
| 49    | Armon Steiner           | SUI  | 30:07,2    |
| 50    | Alexander Schwarz       | AUT  | 30:08,3    |

Datum: 12. Februar 1997
Es waren 79 Läufer am Start.

### 30 km Freistil
| Platz | Sportler            | Land | Zeit (std)  |
| ----- | ------------------- | ---- | ----------- |
| 1     | Per Elofsson        | SWE  | 1:20:46,3   |
| 2     | Lukáš Bauer         | CZE  | 1:22:53,0   |
| 3     | Martin Koukal       | CZE  | 1:23:15,0   |
| 4     | Jiří Magál          | CZE  | 1:23:26,9   |
| 5     | Teemu Kattilakoski  | FIN  | 1:23:27,2   |
| 6     | Biagio di Santo     | ITA  | 1:24:22,6   |
| 7     | Alexandre Nikitenko | RUS  | 1:24:30,9 h |
| 8     | Bruno Carrara       | ITA  | 1:24:37,8   |
| 9     | Axel Teichmann      | GER  | 1:24:56,9   |
| 10    | Krzysztof Kubiesa   | POL  | 1:25:19,7   |
| 11    | Tullio Grandelis    | ITA  | 1:26:07,2   |
| …     |                     |      |             |
| 13    | Johannes Eder       | AUT  | 1:26:21,1   |
| 26    | Tobias Angerer      | GER  | 1:28:23,3   |
| 27    | Thomas Gwerder      | SUI  | 1:28:25,3   |
| 30    | Uli Wagner          | GER  | 1:28:48,6   |
| 32    | Marc Mayer          | AUT  | 1:29:04,1   |
| 39    | Christian Schocher  | SUI  | 1:29:33,4   |
| 40    | Sven Wenger         | SUI  | 1:29:38,8   |
| 41    | Herbert Seidl       | AUT  | 1:29:57,0   |
| 43    | Alexander Schwarz   | AUT  | 1:30:30,9   |
| 55    | Philipp Schmieder   | GER  | 1:32:47,4   |

Datum: 16. Februar 1997
Es waren 78 Läufer am Start.

### 4 × 10 km Staffel
| Platz | Sportler                                                                      | Land        | Zeit (std) |
| ----- | ----------------------------------------------------------------------------- | ----------- | ---------- |
| 1     | Biagio di Santo Andrea Paluselli Tullio Grandelis Bruno Carrara               | Italien     | 1:45:25,6  |
| 2     | Teimouraz Ouriatmkopeli Michail Iwanow Alexandre Nikitenko Nikolai Bolschakow | Russland    | 1:45:58,0  |
| 3     | Krister Trondsen Roar Hjelmeset Tore Ruud Hofstad Arve Skåren                 | Norwegen    | 1:46:32,3  |
| 7     | Tobias Angerer Ron Spannuth Axel Teichmann Philipp Schmieder                  | Deutschland | 1:48:56,9  |
| 8     | Johannes Eder Marc Mayer Alexander Schwarz Jürgen Pinter                      | Österreich  | 1:49:01,0  |
| 10    | Thomas Gwerder Christian Schocher Simon Trachsel Sven Wenger                  | Schweiz     | 1:51:24,2  |

Datum: 14. Februar 1997
Es waren 18 Teams am Start.

## Skilanglauf Juniorinnen

### 5 km Klassisch
| Platz | Sportler          | Land | Zeit (min) |
| ----- | ----------------- | ---- | ---------- |
| 1     | Kristina Šmigun   | EST  | 14:28,7    |
| 2     | Mari Rauhala      | FIN  | 14:50,7    |
| 3     | Piia Tarvainen    | FIN  | 14:52,7    |
| 4     | Katrin Šmigun     | EST  | 14:58,1    |
| 5     | Maija Puukilainen | FIN  | 15:01,1    |
| 6     | Zuzana Kocumová   | CZE  | 15:01,8    |
| 7     | Kateřina Hanušová | CZE  | 15:04,7    |
| 8     | Marit Roaldseth   | NOR  | 15:06,9    |
| 9     | Marianna Longa    | ITA  | 15:07,4    |
| 10    | Rønnaug Schei     | NOR  | 15:10,2    |
| …     |                   |      |            |
| 13    | Ramona Roth       | GER  | 15:17,2    |
| 14    | Andrea Senteler   | SUI  | 15:17,3    |
| 19    | Laurence Rochat   | SUI  | 15:31,9    |
| 55    | Martina Negele    | LIE  | 17:19,1    |

Datum: 12. Februar 1997

### 15 km Freistil
| Platz | Sportler                  | Land | Zeit (min) |
| ----- | ------------------------- | ---- | ---------- |
| 1     | Kristina Šmigun           | EST  | 43:45,7    |
| 2     | Katrin Šmigun             | EST  | 44:09,5    |
| 3     | Tatjana Moroz-Kolesnikowa | RUS  | 44:14,8    |
| 4     | Marina Laschskaja         | RUS  | 44:25,4    |
| 5     | Zuzana Kocumová           | CZE  | 44:55,1    |
| 6     | Lotta Ekberg              | SWE  | 44:58,9    |
| 7     | Jelena Buruchina          | RUS  | 45:00,0    |
| 8     | Arianna Follis            | ITA  | 45:15,4    |
| 9     | Sandra Gerhardsson        | SWE  | 45:19,4    |
| 10    | Lena Erhard               | GER  | 45:25,2    |
| …     |                           |      |            |
| 17    | Andrea Senteler           | SUI  | 46:07,6    |
| 21    | Mandy Kämpf               | GER  | 46:20,5    |
| 24    | Ramona Roth               | GER  | 46:23,4    |
| 27    | Martina Titscher          | GER  | 46:53,6    |
| 55    | Martina Negele            | LIE  | 50:43,2    |

Datum: 16. Februar 1997

### 4 × 5 km Staffel
| Platz | Sportler                                                              | Land        | Zeit        |
| ----- | --------------------------------------------------------------------- | ----------- | ----------- |
| 1     | Marianna Longa Saskia Santer Arianna Follis Lorenza Cosner            | Italien     | 57:18,7 min |
| 2     | Maija Puukilainen Mari Rauhala Piia Tarvainen Salla Juntunen          | Finnland    | 57:43,7 min |
| 3     | Hilde Glomsås Marit Roaldseth Hanne Pettersen Bjørnstad Rønnaug Schei | Norwegen    | 57:45,2 min |
| 6     | Ramona Roth Isabell Klaus Mandy Kämpf Lena Erhard                     | Deutschland | 57:59,6 min |
| 9     | Laurence Rochat Nathalie Kessler Corinne Rebetez Andrea Senteler      | Schweiz     | 1:00:53,7 h |

Datum: 14. Februar 1997
Es waren 14 Teams am Start.

## Nordische Kombination Junioren

### Gundersen (Normalschanze K 89/10 km)
| Platz | Sportler      | Land |
| ----- | ------------- | ---- |
| 1     | Roman Perko   | SLO  |
| 2     | Andy Hartmann | SUI  |
| 3     | Ludovic Roux  | FRA  |

Datum: 12. Februar 1997

### Mannschaft (Normalschanze K89/3 × 5 km)
| Platz | Sportler                                      | Land |
| ----- | --------------------------------------------- | ---- |
| 1     | Ludovic Roux Remy Trachsel Nicolas Bal        | FRA  |
| 2     | Jens Gaiser Georg Hettich Ronny Ackermann     | GER  |
| 3     | Michael Gruber David Kreiner Christoph Bieler | AUT  |

Datum: 14. Februar 1997

## Skispringen Junioren

### Normalschanze
| Platz | Sportler          | Land | Weite 1 | Weite 2 | Punkte |
| ----- | ----------------- | ---- | ------- | ------- | ------ |
| 1     | Wilhelm Brenna    | NOR  | 94,5 m  | 90,5 m  | 245,0  |
| 2     | Jussi Hautamäki   | FIN  | 95,5 m  | 88,0 m  | 243,0  |
| 3     | Falko Krismayr    | AUT  | 84,5 m  | 95,0 m  | 235,5  |
| 4     | Matti Hautamäki   | FIN  | 93,0 m  | 85,5 m  | 234,0  |
|       | Peter Žonta       | SLO  | 92,5 m  | 86,5 m  | 234,0  |
| 6     | Andreas Küttel    | SUI  | 85,0 m  | 90,0 m  | 228,5  |
| 7     | Marc Vogel        | SUI  | 83,5 m  | 93,5 m  | 226,5  |
| 8     | Jan Matura        | CZE  | 87,0 m  | 88,0 m  | 226,0  |
| 9     | Wolfgang Loitzl   | AUT  | 81,5 m  | 89,5 m  | 219,0  |
| 10    | Karl-Heinz Dorner | AUT  | 81,5 m  | 89,0 m  | 217,0  |
| …     |                   |      |         |         |        |
| 13    | Dennis Störl      | GER  | 84,0 m  | 84,0 m  | 212,5  |
| 27    | Michael Möllinger | GER  | 81,0 m  | 77,5 m  | 189,0  |
| 32    | Roland Audenrieth | GER  | 78,5 m  | 75,5 m  | 182,0  |
| 36    | Thomas Hörl       | AUT  | 75,0 m  | 76,5 m  | 174,0  |
| 37    | Rico Parpan       | SUI  | 72,0 m  | 78,5 m  | 173,0  |
| 39    | Frank Löffler     | GER  | 70,0 m  | 77,0 m  | 166,0  |
| 40    | Stephane Maire    | SUI  | 70,0 m  | 77,0 m  | 165,0  |

Datum: 12. Februar 1997

### Mannschaftsspringen Normalschanze
| Platz | Sportler                                                     | Land | Weite 1                     | Weite 2                     | Punkte |
| ----- | ------------------------------------------------------------ | ---- | --------------------------- | --------------------------- | ------ |
| 1     | Miha Rihtar Grega Lang Blaž Vrhovnik Peter Žonta             | SLO  | 68,5 m 81,0 m 81,5 m 88,0 m | 82,5 m 81,5 m 88,5 m 93,0 m | 820,0  |
| 2     | Lauri Hakola Lassi Huuskonen Matti Hautamäki Jussi Hautamäki | FIN  | 66,5 m 80,0 m 86,0 m 88,0 m | 78,5 m 82,0 m 90,0 m        | 804,0  |
| 3     | Thomas Hörl Falko Krismayr Karl-Heinz Dorner Wolfgang Loitzl | AUT  | 70,0 m 85,5 m 81,0 m 78,0 m | 84,0 m 80,0 m 80,5 m 86,5 m | 780,5  |
| …     |                                                              |      |                             |                             |        |
| 6     | Roland Audenrieth Dennis Störl Andy Jacob Frank Löffler      | GER  | 74,5 m 76,0 m 63,0 m        | 86,0 m 82,0 m 68,0 m 78,5 m | 682,5  |
| 7     | Stephane Maire Marc Vogel Rico Parpan Andreas Küttel         | SUI  | 58,0 m 76,5 m 67,0 m 85,0 m | 70,0 m 75,0 m 67,5 m 88,5 m | 642,0  |

Datum: 13. Februar 1997

## Nationenwertung
| Platz | Land        | Gold | Silber | Bronze | Gesamt |
| ----- | ----------- | ---- | ------ | ------ | ------ |
| 1     | Estland     | 2    | 1      | 0      | 3      |
| 2     | Italien     | 2    | 0      | 1      | 3      |
| 3     | Slowenien   | 2    | 0      | 0      | 2      |
| 4     | Frankreich  | 1    | 0      | 1      | 2      |
| 4     | Norwegen    | 1    | 0      | 1      | 2      |
| 6     | Schweden    | 1    | 0      | 0      | 1      |
| 7     | Finnland    | 0    | 4      | 1      | 5      |
| 8     | Russland    | 0    | 1      | 1      | 2      |
| 8     | Tschechien  | 0    | 1      | 1      | 2      |
| 10    | Deutschland | 0    | 1      | 0      | 1      |
| 10    | Schweiz     | 0    | 1      | 0      | 1      |
| 12    | Österreich  | 0    | 0      | 3      | 3      |